# Julian
Julian är en kortare form av mansnamnet Julianus. Namnet är vanligt i England och USA. Det har länge varit ytterst ovanligt i Sverige. Namnet fanns dock i Sverige redan på 1800-talet. År 1890 fanns det 38 Julian i Sverige men idag har antalet ökat avsevärt. Den 31 december 2007 hette 1 311 män Julian varav 750 hade Julian som tilltalsnamn. År 2006 fick 73 pojkar namnet Julian som tilltalsnamn och namnet har en uppåtgående trend. Den franska formen är Julien.
I den finlandssvenska namnsdagslängden har Julian namnsdag 12 april sedan 2025.

## Personer med namnet Julian eller Julien
- Prins Julian, svensk prins
- Julian Assange, australisk journalist
- Julian Bailey,  brittisk racerförare
- Julian Barnes, engelsk författare
- Julian Better, svensk författare
- Julian Casablancas, sångare i bandet The Strokes
- Julien Duvivier, fransk regissör
- Julian Glover, brittisk skådespelare
- Julien Green, fransk-amerikansk författare
- Julian Knowle, österrikisk tennisspelare
- Julian Lennon, brittisk musiker
- Julian Lloyd Webber, brittisk cellist och kompositör
- Julian Sands, brittisk skådespelare
- Julián Simón, spansk roadracingförare
- Julian Sorell Huxley, engelsk biolog
- Julian Symons, engelsk författare
- Julian Weigl, tysk fotbollsspelare
- Julian av Norwich, medeltida engelsk eremit